# Citrate de triéthyle
Le citrate de triéthyle est un ester de l'acide citrique.  

## Structure et Propriétés
Le citrate de triéthyle est un triester de l'acide citrique de formule chimique  C12H20O7 et de masse molaire 276,29g/mol.
Le citrate de triéthyle est un liquide huileux incolore, inodore et au goût amer. Il est légèrement soluble dans l'eau et miscible dans l'éthanol et l'éther.

## Utilisation
Le citrate de triéthyle est utilisé comme additif alimentaire (E1505) pour stabiliser les mousses (œuf en neige).
Tout comme le propylène glycol, l'éthanol et la triacétine, le citrate de triéthyle est utilisé dans les arômes alimentaires comme solvant et excipient (numéro fema-GRAS 3083). Sa dernière évaluation par le JECFA date de 2002 (Session 59).
Dans l'industrie pharmaceutique, il est utilisé comme agent d'enrobage et plastique.
Le citrate de triéthyl est aussi utilisé comme plastifiant dans les polychlorures de vinyle et plastiques similaires.